# Curvo Semedo
Belchior Manuel Curvo Semedo Torres de Sequeira, conhecido por Curvo Semedo (Montemor-o-Novo, 15 de Março de 1766 – Lisboa, 28 de Dezembro de 1838) foi um poeta português, cavaleiro professo da Ordem de Cristo, fidalgo da Casa Real, moço fidalgo da câmara do Príncipe Regente e primeiro-tenente do Real Corpo de Engenheiros. Foi um dos nomes mais importantes do movimento literário Nova Arcádia, de que foi co-fundador em 1790 e em que usou o nome de Belmiro Transtagano. Desempenhou durante muitos anos o cargo de escrivão da Alfândega de Lisboa.
Destacam-se na sua obra os quatro volumes das Composições Poéticas (1803) e, em tradução livre, As melhores fábulas de La Fontaine (1820).
Defrontou-se literariamente com o poeta Bocage, que o visara em repetidas críticas, retorquindo-lhe com sátiras aceradas. Todavia, visitou Bocage no leito de morte, em 1805, reconciliando-se enfim com ele.
Foi por duas vezes alvo de processos da Inquisição, a primeira em 1803 e a segunda em 1819, com base em denúncias de posições heréticas e blasfemas. Da primeira vez, por ter sustentado que não havia inferno, o qual seria apenas bom para "conter o povo". Foi, então, apenas advertido pelo tribunal do Santo Ofício. O segundo processo foi suscitado por um rol de afirmações blasfemas registadas por escrito pelo denunciante, entre as quais a de que Jesus Cristo era filho adulterino, "porque sendo Nossa Senhora casada com S. José, tinha copulado com o Espírito Santo". Desta vez, vésperas da extinção da Inquisição pela Revolução liberal (1820), não chegou a sofrer qualquer condenação.
Era filho de Francisco Inácio Curvo Semedo Torres de Sequeira e de D. Mariana Bárbara Freire de Andrade de Vila Lobos e Vasconcelos. Neto de Manuel José Curvo Semedo, Fidalgo da Casa de Sua Majestade, e de João Freire de Andrade, Mestre de Campo, Alcaide-Mor e Capitão-Mor na mesma vila de Montemor-o-Novo; contando sempre uma série não interrompida de avós ilustres desde o principio da monarquia, pois descende de D. Paio Gil Curvo, fidalgo no reinado de D. Afonso Henriques. Na Biblioteca Municipal Almeida Faria na sala que tem o nome do poeta, está exposta a Árvore Genealógica, onde se pode desvendar a família de Curvo Semedo.
Como católicos que eram, os pais, organizaram o baptizado do bebé. A cerimónia ocorreu oito dias depois do nascimento, na Igreja do Calvário, freguesia de Nossa Senhora da Vila. Foram padrinhos do novo cristão, Nossa Senhora da Conceição e Inácio António de Oliveira. O assento do baptismo, consta no Livro n.º 5, página 36, da referida freguesia - Arquivo Paroquial de Montemor-o-Novo, depositado na Biblioteca Pública de Évora.
Desde os seus mais tenros anos, que deu provas do seu raro talento, e inspiração pouco comum, que depois fez dele, um dos mais insignes poetas do seu tempo. Tendo seguido o curso das escolas militares, alistou-se como cadete no Regimento de Engenharia de Lisboa.
Aplicando-se, efectivamente, ao estudo das matemáticas na Academia de Fortificação e Marinha, na cidade de Lisboa, distinguiu-se tanto que alcançou prémios em todos os actos.
Foi promovido ao posto de segundo-tenente do Real Corpo de Engenheiros, e encarregado de levantar a Carta Corográfica do País, e de outras comissões importantes de serviço, que desempenhou com plena aprovação. Mas, por circunstâncias, que não são bem conhecidas, preferiu, ao serviço da sua arma, o lugar mais pacífico de escrivão da Alfândega de Lisboa, e reformou-se no posto de capitão. Dava-lhe o seu novo emprego os ócios necessários para se entregar ao cultivo das letras e nelas se assinalou como poeta distinto.
Em 1790 Curvo Semedo e Joaquim Severino Ferraz, aliados a Domingos Caldas Barbosa, tiveram a ideia de fundarem a Academia de Belas Letras, também chamada Nova Arcádia. Em homenagem à terra natal, o nosso conterrâneo optou pelo pseudónimo arcádio de “Belmiro Transtagano”. Em 1793 Curvo Semedo é co-fundador do “Almanaque das musas”, publicação que pretendia reunir a produção da academia. Os seus ditirambos e os seus apólogos foram acolhidos com aplauso e granjearam-lhe o cognome de “Lafontaine português”.
Nesse ano de 1793, o aparecimento de um célebre soneto com que os árcades fulminaram Bocage fez com que este, furioso, e não sabendo a quem atribuir o soneto, se atirasse a todos eles, (vós, ó Francas, Semedos, Quintanilhas, / Macedos e outras pestes condenadas…). Curvo Semedo foi ainda apelidado por Bocage de “Vão Belmiro”. Não se acobardou porém, e bateu-se valentemente com o genial e popular poeta setubalense, como prova a seguinte quadra: Morreu Bocage, sepultou-se em Goa! / Chorai, moças venais, chorai pedantes, / O insulso estragador de consoantes / Que tantos tempos aturdiu Lisboa. Vários anos viveram ambos como inimigos irreconciliáveis, alvejando-se mutuamente em renhidas contendas literárias. Vieram a reconciliar-se, nos últimos anos de Bocage, falecido em Dezembro de 1805, acabando por se dirigirem um ao outro com versos dignos do elevado talento dos dois poetas.
Casou duas vezes: a primeira em 1799, com D. Maria José Ludovice de Santa Bárbara e Moura, falecida a 22 de Novembro de 1806. Casou em segundas núpcias a 29 de Agosto de 1809, com D. Gertrudes Perpétua de Portugal da Silveira Walles de Varona de Góis e Meneses. Curvo Semedo foi pai de oito filhos: Baltazar, Francisco, Henrique, Maria Amália, Eduardo, Augusto, Adriano e Carolina. Os quatro primeiros, nasceram do primitivo casamento, e os restantes, provieram do segundo enlace matrimonial.
Curvo Semedo tem uma obra de cinco volumes das suas “Composições Poéticas”. Em 1803, publicou o 1.º e 2.º volumes. Em 1817 foi publicado o 3.º volume. Por motivos de saúde, o 4.º volume, publicado em 1835, já não pôde ser ordenado e revisto pelo seu autor. Em 1820, apareceram as suas fábulas, que ele com tanta modéstia intitulou “tradução livre das de Fontaine”. Esta obra eleva para cinco as suas “Composições Poéticas”.
Em 9 de Julho de 1883, Henrique Zeferino de Albuquerque, livreiro e editor muito conhecido e acreditado em Lisboa, que escreveu o prefácio da 3.ª edição, revelou: Estas Fábulas de traduzidas por Curvo Semedo, ou, antes, como deveríamos dizer, falando com mais propriedade, estas Fábulas de Curvo Semedo (pois nelas o poeta português usou o mesmo método que , usou para com os seus antecessores, Esopo, Fedro, Avieno, Pilpay e outros, no mesmo género literário). Estas Fábulas, repetimos, haviam sido leitura predilecta, em verdes anos, de alguém que ainda conhecera e estimara o autor, de alguém ligado ao presente editor e signatário destas linhas, pelos mais apertados laços da vida, os que prendem um filho a um pai.
O editor termina desta forma: Curvo Semedo escreveu-as para crianças, e nós, que em criança tivemos a ventura de ouvi-las e compreendê-las, é também para crianças que hoje as publicamos.
Pelo facto de Curvo Semedo ter proferido duros comentários à aristocracia e à igreja, foi alvo de um breve encarceramento nas masmorras do antigo Palácio dos Estaus, também conhecido por Palácio da Inquisição, no Rossio  palácio viria a ser destruído por um incêndio em 1836, e no seu lugar, foi construído o Teatro Nacional de D. Maria II.
Por duas vezes, o nome arcádio de Belmiro Transtagano foi pronunciado perante os juízes dos Estaus. Uma denúncia contra Curvo Semedo no Tribunal do Santo Ofício, Inquisição de Lisboa, pode ser vista na Torre do Tombo (processo 17225).
Nos últimos anos de vida perdeu quase por completo as faculdades mentais, e veio a falecer em Lisboa, no Beato, na casa da filha Carolina e do cunhado Luís Carlos, a 28 de Dezembro de 1838, com 72 anos de idade. Morava em sítio que, das janelas da casa onde residia, na Rua de S. Tomé, junto ao Castelo de S. Jorge, “via o sítio do Alentejo”. A nostalgia do torrão natal, era bem forte, como prova no 2.º volume da sua obra, a página 6 – Elogio da Vila Rústica. Foi enterrado no cemitério do Alto de São João.
A sua obra poética, variada mas não muito numerosa, caracteriza-se particularmente pelo romantismo da época. Cultivou o soneto, a ode, a parábola, o apólogo, e vários outros géneros de composição  escreveu também alguns textos teatrais, como por exemplo o “Novo Entremez”, intitulado “ O Mérito Premiado” ou “Os Três Enjeitados”, em que faz uma análise critica da burguesia da época. Curvo Semedo conheceu alguma celebridade pela inclusão frequente de textos seus em selectas escolares. As suas fábulas vivem conservadas na memória do povo, testemunho seguro do seu alto merecimento.